# Mohamed Camara
Mohamed Camara (Conacri, 1959) é um cineasta e ator guineense. Estudou no Atelier Blanche Salant em Paris.

## Filmografia

### Cinema
| Ano  | Filme                                 | Papel              |
| ---- | ------------------------------------- | ------------------ |
| 1985 | Série noire                           | Rhapsodie en jaune |
| 1986 | La très bonne nouvelle                |                    |
| 1986 | Black Mic Mac                         | Samba              |
| 1986 | Suivez mon regard                     |                    |
| 1986 | Descente aux enfers                   |                    |
| 1986 | Cinéma 16                             | Mamadou            |
| 1987 | Sale destin                           |                    |
| 1987 | Les oreilles entre les dents          | Apo                |
| 1988 | The House of Smiles                   |                    |
| 1989 | Périgord noir                         |                    |
| 1989 | L'invité surprise                     | Le noir            |
| 1989 | Suivez cet avion                      | Le postier         |
| 1991 | La casa del sorriso                   |                    |
| 1992 | Nestor Burma                          | Black              |
| 1993 | Antoine Rives, juge du terrorisme     | Makosso            |
| 1994 | Le mangeur de lune                    | Popov              |
| 1994 | Neuf mois                             | Taxista            |
| 1995 | Pour une vie ou deux                  | Sauveur            |
| 1996 | Les Cordier, juge et flic             | Mokhtar            |
| 1997 | 100% Arabica                          | Salem              |
| 2002 | La parabole du semeur                 |                    |
| 2003 | Les oiseaux blancs, les oiseaux noirs | Narrador           |
| 2011 | About a Spoon                         | Harraga            |

### Direção
| Ano  | Filme |
| ---- | ----- |
| 1993 | Denko |
| 1994 | Minka |
| 1997 | Dakan |

## Prêmios
| Ano  | Categoria        | Resultado |
| ---- | ---------------- | --------- |
| 1998 | Grand Jury Award | Ganhou    |
| 1994 | Best Short Film  | Ganhou    |
| 1993 | Grand Prix       | Ganhou    |
| 1993 | Golden Danzante  | Ganhou    |